# Dilació
En matemàtiques, una dilació és una funció d'un espai mètric en si mateix que satisfà la identitat
{\displaystyle d(f(x),f(y))=rd(x,y)}
per a tots els punts {\displaystyle (x,y)}, on {\displaystyle d(x,y)} és la distància de {\displaystyle x} a {\displaystyle y} i {\displaystyle r} és algun nombre real positiu. En espai euclidià, una dilatació d'aquest tipus és una semblança de l'espai. Les dilacions canvien la mida però no la forma d'un objecte o figura. Cada dilació d'un espai euclidià que no és una congruència té un punt fix únic que és anomenat el centre de la dilatació. Algunes congruències s'han fixat punts i altres no.